# Louise Brachmann
Louise Brachmann, född 9 februari 1777, död 17 september 1822, var en tysk poet.
Brachmann fick impulsen till sin poetiska verksamhet genom Friedrich von Hardenberg och offentliggjorde 1797 sina första dikter i Friedrich Schillers Horen och Musenalmanach. Brachmanns Auserlesene Dichtungen utkom i sex band 1824–1825.